# Demonax fimbriatulus
Demonax fimbriatulus är en skalbaggsart som beskrevs av Holzschuh 2006. Demonax fimbriatulus ingår i släktet Demonax och familjen långhorningar. Inga underarter finns listade i Catalogue of Life.